# Sainte-Pezenne
Pour les articles homonymes, voir Sainte Pezenne.
Sainte-Pezenne est une ancienne commune française du département des Deux-Sèvres en région Nouvelle-Aquitaine. Elle est rattachée à la commune de Niort depuis le 16 avril 1965.

## Toponymie
Elle s’appela autrefois Tauvinicus, puis Thorignac, puis La Bienheureuse.
Sous la révolution, en l'an II soit en 1793, elle devient Pezenne puis reprend son nom Sainte-Pezenne en 1801,.
Sainte-Pezenne doit son nom à une sainte d'origine espagnole : sainte Pezenne, appelée aussi sainte Pexine.
Sainte-Pazanne, commune de la Loire-Atlantique, doit aussi son nom à sainte Pexine.

## Histoire
Elle fusionne avec la ville de Niort le 16 avril 1965 ; elle est depuis lors l'un des treize quartiers de la ville de Niort, ou encore l'un de ses neuf quartiers administratifs.

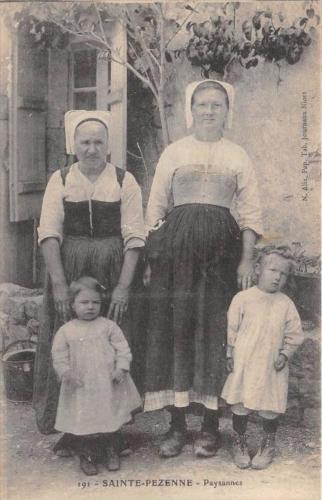
Paysannes en coiffe à Sainte-Pezenne vers 1900.

## Politique et administration
| Période                                  | Période | Identité      | Étiquette | Qualité |
| ---------------------------------------- | ------- | ------------- | --------- | ------- |
| 1931                                     | 1965    | Henri Lambert |           |         |
| Les données manquantes sont à compléter. |         |               |           |         |

## Démographie
| 1793  | 1800  | 1806  | 1821  | 1831  | 1836  | 1841  | 1846  | 1851  |
| ----- | ----- | ----- | ----- | ----- | ----- | ----- | ----- | ----- |
| 1 281 | 1 233 | 1 120 | 1 520 | 1 018 | 1 241 | 1 241 | 1 354 | 1 414 |

| 1856  | 1861  | 1866  | 1872  | 1876  | 1881  | 1886  | 1891  | 1896  |
| ----- | ----- | ----- | ----- | ----- | ----- | ----- | ----- | ----- |
| 1 507 | 1 554 | 1 632 | 1 586 | 1 606 | 1 688 | 1 732 | 1 801 | 1 752 |

| 1901  | 1911  | 1921  | 1926  | 1931  | 1936  | 1946  | 1954  | 1962  |
| ----- | ----- | ----- | ----- | ----- | ----- | ----- | ----- | ----- |
| 1 650 | 1 593 | 1 528 | 1 719 | 1 823 | 1 819 | 2 118 | 2 365 | 3 029 |

## Lieux et monuments
- Église Sainte-Pezenne du début du XIIe siècle, chœur de structure archaïque, clocher-porche roman

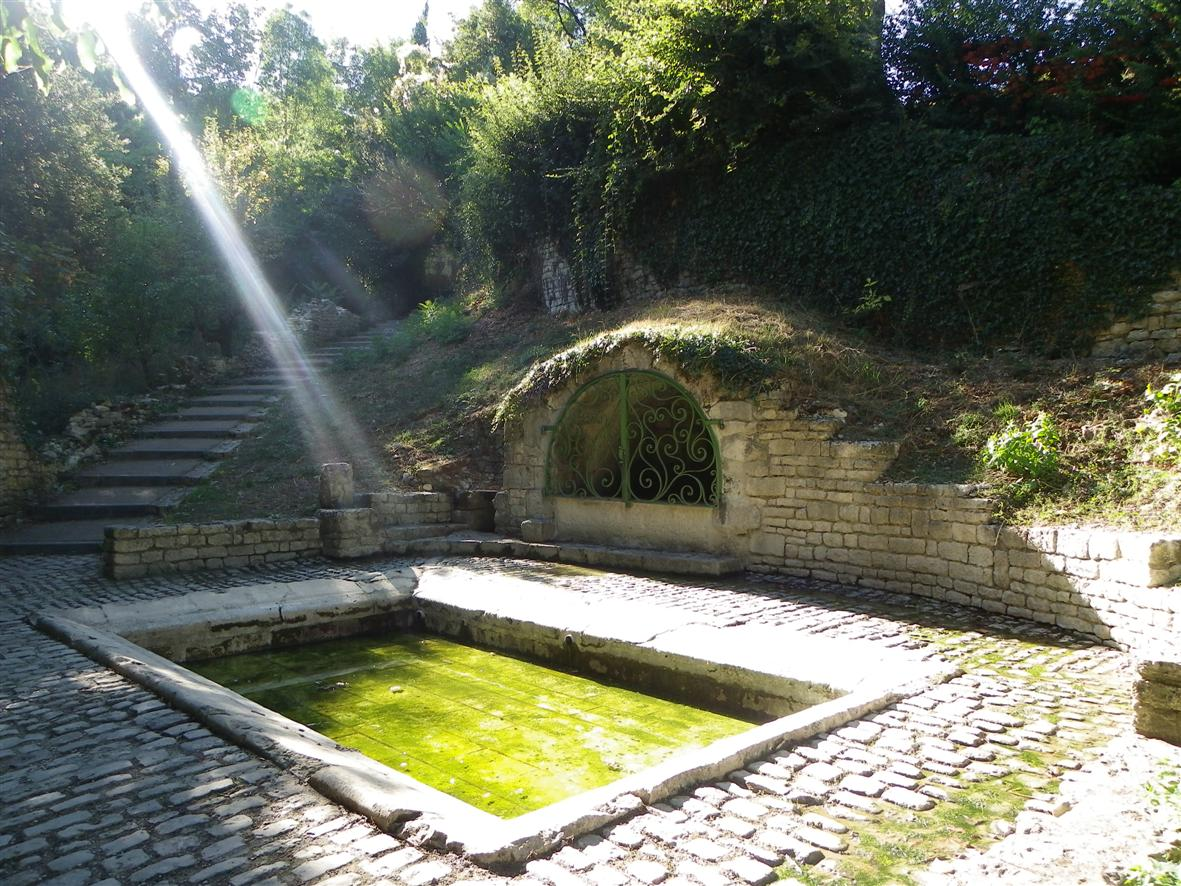
Lavoir de la Fontaine des morts.
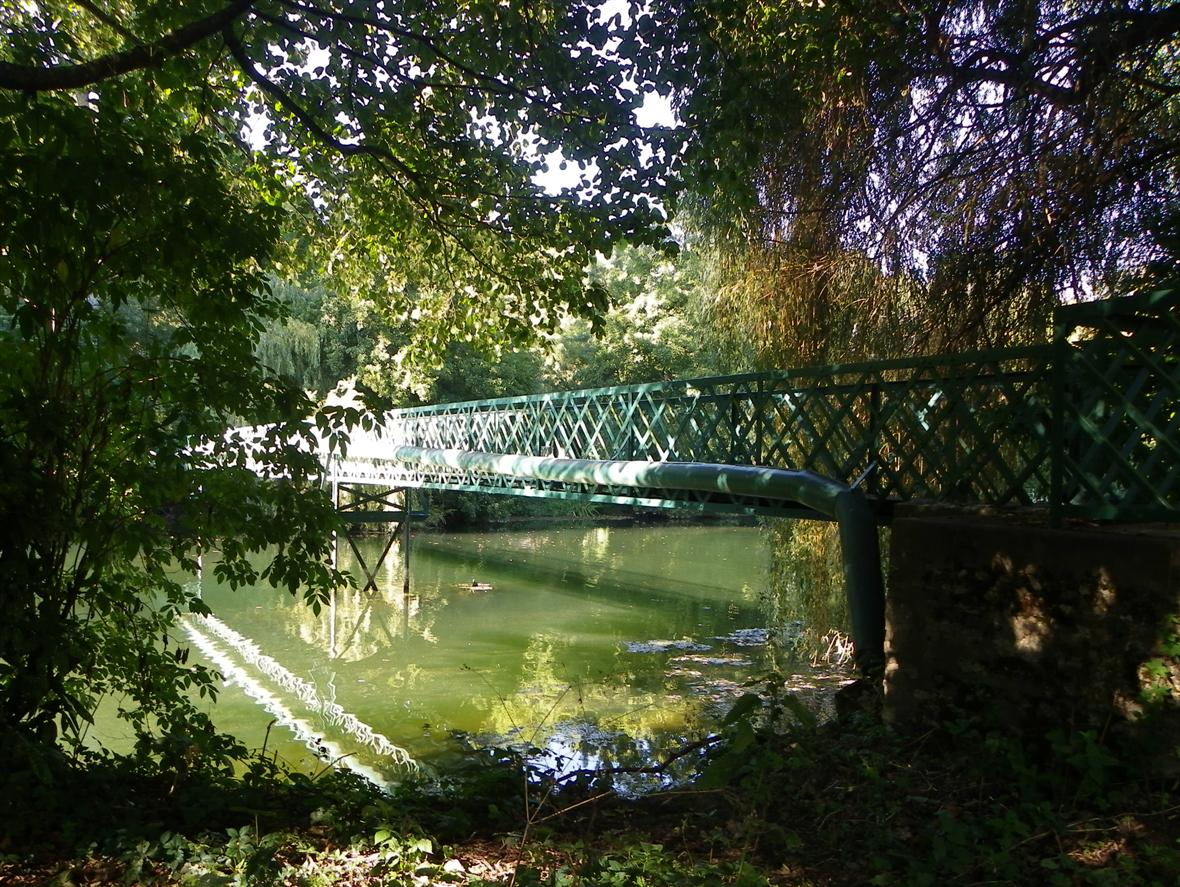
Passerelle sur la Sèvre de Sainte-Pezenne.